# Toczka na Kartie
Toczka na Kartie (ros. Точка на Карте) – przystanek kolejowy w rejonie ołonieckim, w Karelii, w Rosji. Położony jest na linii Janisjarwi – Łodiejnoje Pole.
W okolicy przystanku nie ma stałych miejscowości. W pobliżu zlokalizowana jest infrastruktura turystyczna nad Ładogą.

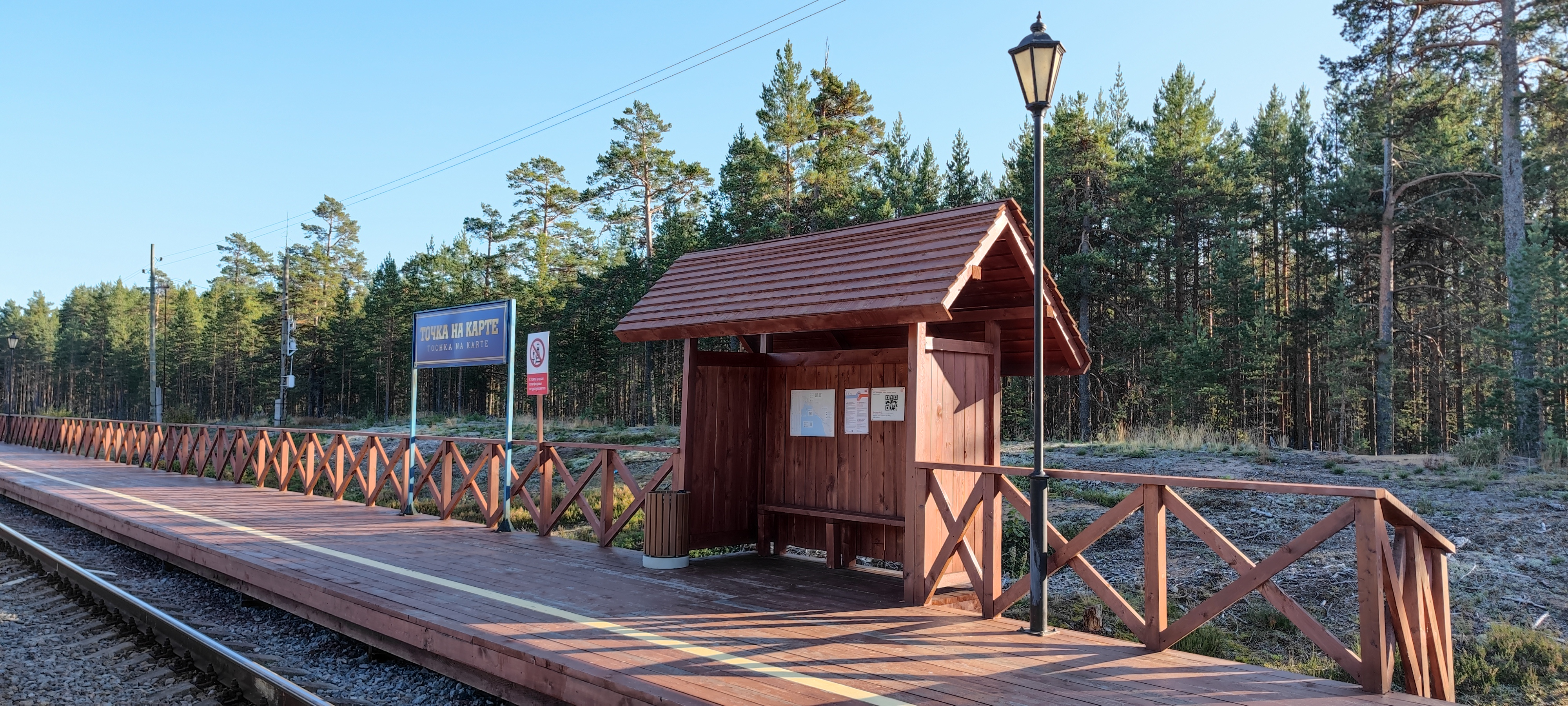